# Prinzenapfel
Der ‘Echte Prinzenapfel’ ist eine alte Sorte des Kulturapfels (Malus domestica), die zur Gruppe der Prinzenäpfel gehört. Pflückreif sind die Früchte ab Ende September, die Genussreife setzt ab Oktober ein. Im Naturlager sind sie bis Januar haltbar.

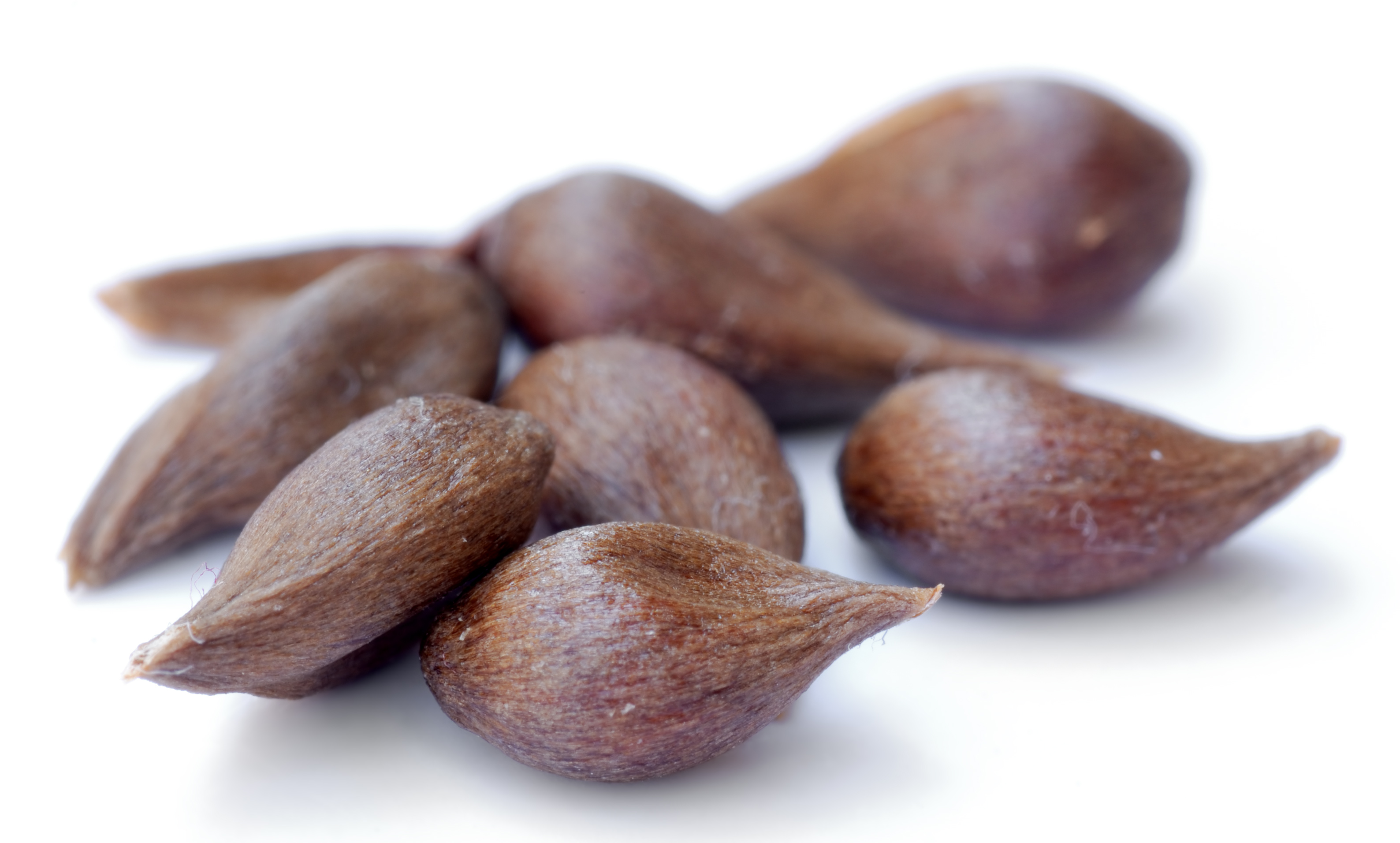
Kerne der Sorte Prinzenapfel

## Benennung
Der Echte Prinzenapfel ist eine sehr alte Apfelsorte, für die es verschiedene Benennungen gibt:
- ‘Ananasapfel’ (Württemberg)[3],
- ‘Berliner’[4],
- ‘Brienzer’ (Schweiz)[5],
- ‘Flaschenapfel’ (Norwegen, Ostpreußen)[3],
- ‘Glockenapfel’ (Bayern, Rheinland),
- ‘Gugeliapfel’ (Schweiz)[5],
- ‘Haferapfel’[4],
- ‘Haierapfel’ (Westfalen),
- ‘Hasenkopp’ (Norddeutschland)[6],
- ‘Hasenschnäutzchen’,
- Ibersheimer Prinzenapfel[7][8][9]
- ‘Immerträger’,
- ‘Jerusalemapfel’ (Detmold),
- ‘Katzenkopf’,
- ‘Klapperapfel’,
- ‘Melonenapfel’ (Bayern, Rheinland, Hannover)[4];
- ‘Nonnenapfel’[4],
- ‘Rotgestreifter Schlotterapfel’ (Baden-Württemberg)[10],
- ‘Trompeter-Apfel’[3],
- ‘Walzenapfel’ (Baden)[11].

## Frucht
Der ‘Echte Prinzenapfel’ ist ein mittelgroßer bis großer, walzenförmiger, ziemlich gleichmäßig gebauter Apfel. Er hat mittelstarke Rippen, die sich zur Mitte der Frucht abflachen. Die Fruchtschale ist glatt, mattglänzend und gelblichgrün, bei Genussreife hellgelb. Die Sonnenseite der Frucht ist oft kräftig gerötet und gestreift. Der Geruch der Schale erinnert deutlich an Ananas.
Das „Fruchtfleisch“ ist gelblichweiß, relativ fein und saftig; es hat eine angenehme Säure bei ausreichend hohem Zuckergehalt. Der Prinzenapfel hat einen typischen fruchtigen Geschmack mit feiner Würze. Auf dem Lager neigt die Frucht zum Welken. Sie muss deshalb kühl und luftfeucht gelagert werden.

## Baum
Der ‘Prinzenapfel’ benötigt einen feuchten und nahrhaften Boden. Er ist gut für den Anbau in Küstengebieten geeignet. Er verträgt raue Standorte und gedeiht auch in höheren Gebirgslagen bis zu 800 Metern. Da die Seitentriebe nur schlecht austreiben, müssen die Leittriebe mehrere Jahre hindurch regelmäßig zurückgeschnitten werden. Der ‘Prinzenapfel’ eignet sich für höhere Baumformen, ist aber aufgrund der Wuchseigenschaften nicht für Schnuranlagen und Spaliere geeignet. Der Ertrag des ‘Prinzenapfel’ setzt früh ein und ist regelmäßig. Der Baum kann sehr alt werden, ältere Bäume neigen jedoch zu Krebs.
Die späte Blütezeit ist unempfindlich gegen Witterungseinflüsse.

## Klapperapfel
Den Beinamen „Klapperapfel“ trägt der Hasenkopp, weil die Kerne einzelner Exemplare lose im Gehäuse liegen und bei kräftigem Schütteln gut hörbar klappern.